# Baldr
Pour les articles homonymes, voir Balder (Marvel Comics) et Balder (Liseberg).
« Baldur » redirige ici. Pour les autres significations, voir Baldur (homonymie).

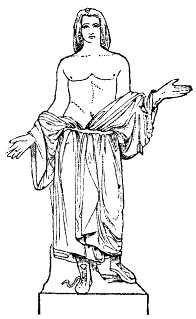
Le dieu Baldr, dessin du Nordisk familjebok, 1re éd. (1876–1899).

Baldr (en vieux norrois : Baldr, en proto-germanique : Ƀalđraz, en vieux haut allemand : Paltar, en vieil anglais : Bealdor, et en latin : Balderus), également connu sous le nom de Balder, Baldur, ou encore Bældæġ, est un dieu du panthéon de la mythologie nordique.
Appartenant au groupe des Æsir, il est le dieu de la lumière, la beauté, la jeunesse et l'amour.
Il est le fils d'Odin et de Frigg. Son épouse est Nanna, et leur fils Forseti. Son domaine est Breidablik, qui est dans les cieux (ou en Suède, selon la Ynglinga Saga), dans une contrée d'où le mal est banni. Par jalousie, le dieu Loki cause sa mort. Baldr est alors envoyé dans le monde des morts et Loki est puni pour ses méfaits, car il empêche Baldr de revenir de Hel, précipitant l'arrivée de la bataille prophétique du Ragnarök où la majorité des dieux périront. Néanmoins Baldr en sera épargné et avec quelques autres survivants il prendra part au renouveau.
Le prologue évhémériste à l'Edda de Snorri l'assimile à Bældæġ, un des fils de Wōden (Odin), qui régna sur la Westphalie et fut l'ancêtre, selon la Chronique anglo-saxonne, des maisons royales de Wessex et de Northumbrie.

## Étymologie
Le nom Baldr remonte, avec le vieux haut allemand Paltar et le vieil anglais bealdor « prince », à un germanique commun *ƀalđraz, substantivisé à partir de l'adjectif *ƀalþaz « brave, courageux », ce qui est continué dans le néerlandais boud et anglais bold.

## Filiation
Il est présenté comme le fils de *Wōdanaz (Odin, Wodan) aussi bien dans la tradition nordique que dans les généalogies royales anglaises (où Bældæg est fils de Wōden).

## Caractéristiques
Le dieu Baldr est décrit au chapitre 22 de la partie Gylfaginning de l'Edda de Snorri. Il est le second Ase que le Très-Haut décrit à Gangleri, après Odin. Il n'y aurait que du bien à dire de Baldr et tous l'aiment ;

« Il est si beau et si brillant qu'il émet de la lumière ; il y a une fleur des champs si blanche qu'on l'a comparée aux cils de Baldr [...] - et de cela tu peux conclure quelle est sa beauté, à la fois de cheveux et de corps. Il est le plus sage des Ases et le plus habile à parler et le plus clément. Mais il possède cette caractéristique essentielle qu'aucun de ses jugements ne peut se réaliser. »

En effet, en Islande et selon les régions de Scandinavie, les fleurs Matricaria maritima ou Matricaria perforata sont communément appelées Baldrsbrá, « cil de Baldr ». Il est probable que le nom de ces fleurs vienne effectivement du dieu, mais dans le cas contraire il s'agirait d'un exemple où l'auteur de l'Edda, Snorri Sturluson, ait inventé une étymologie pour l'expliquer avec des mythes.
Breidablik, qui se traduit par « Large Éclat », est la demeure céleste où Baldr réside, où « il ne peut rien y avoir d'impur ». Ensuite est citée un strophe en vers qui correspond à la strophe 12 du poème eddique Grímnismál :
| Breiðablik ero in siavndo, enn þar Baldr hefir ser vm gerva sali; a þvi landi er ec liggia veit fosta feícnstafi. | La septième est Breidablik Et là, Baldr S'est fait une salle, Dans ce pays Où je sais que se trouvent Le moins de maléfices. |  |

Les descriptions des dieux continuent, et au chapitre 32 du Gylfaginning, on apprend que Baldr et la déesse Nanna ont un fils appelé Forseti, qui héritant de caractéristiques de son père, préside un tribunal où toutes les querelles sont résolues.

## Mythes dans lesEddas

### Skadi se choisit un mari
Dans le chapitre 1 de la partie Skáldskaparmál de l'Edda de Snorri, on apprend comment les Ases tuèrent le géant Thjazi qui avait ravi la déesse Idunn. La fille de Thjazi, qui s'appelle Skadi, arriva armée à Ásgard pour le venger mais les dieux lui offrirent de se choisir un mari parmi eux en guise de réparation, toutefois elle ne pourra choisir qu'en voyant leurs pieds. En remarquant des pieds très beaux, elle dit « C'est celui-là que je choisis, il ne doit pas y avoir grand-chose de laid dans Baldr! ». En espérant tomber sur Baldr, c'est en fait Njörd qu'elle obtint.

### La mort de Baldr
Le mythe essentiel associé à Baldr est le récit de sa mort, raconté dans le chapitre 49 de la Gylfaginning.
Baldr se mit à faire des rêves sinistres sur sa propre mort, ce qui effraya les Ases. Odin se rendit dans le Niflheim, interroger l'âme d'une prophétesse défunte (ce que raconte le poème eddique Baldrs draumar), qui lui révéla le sort de son fils. Frigg fit alors jurer tous les éléments, les minéraux, les animaux et les végétaux de la création qu'ils ne feront jamais de mal à Baldr, à l'exception du gui, considéré comme trop souple pour blesser qui que ce soit. Baldr fut alors considéré comme invulnérable, à tel point que les Ases s'amusèrent à jeter toutes sortes de projectiles vers lui et à le frapper avec divers d'objets, sans résultat. Seul Höd, son frère, ne pouvait pas participer du fait de sa cécité.
Cependant Loki en conçut du ressentiment, et, prenant l'apparence d'une vieille femme, obtint de Frigg l'aveu qu'elle avait oublié de demander au gui de prêter serment, tant cette plante avait l'air frêle et jeune. Loki prit un bâton de gui, le donna à Höd, le dieu aveugle, et guida son bras pour qu'il le jette sur Baldr, qui fut transpercé et mourut aussitôt.
Le désarroi parmi les Ases fut grand, et Hermod (frère de Baldr) se porta volontaire pour se rendre au royaume de Hel afin d'obtenir le retour de Baldr contre une rançon. Hermod monta Sleipnir et se mit en route.
Entretemps, les Ases célébrèrent les funérailles de Baldr, qu'ils voulaient incinérer sur son navire Hringhorni, mais le navire refusait de quitter la terre ferme. Ils firent venir du Jötunheim une géante du nom de Hyrrokkin pour le déplacer, qui y parvint si bien que la terre trembla et des flammes naquirent du frottement des billots, ce qui mit Thor en colère. Il l'aurait tuée si les Ases ne l'avaient supplié de lui laisser la vie sauve. Le corps de Baldr fut placé sur le navire, et son épouse Nanna en mourut de chagrin. Elle fut placée sur le bûcher à ses côtés. Thor consacra le bûcher avec son marteau Mjöllnir, mais un nain du nom de Lit courut devant lui, et Thor l'envoya dans les flammes d'un coup de pied.

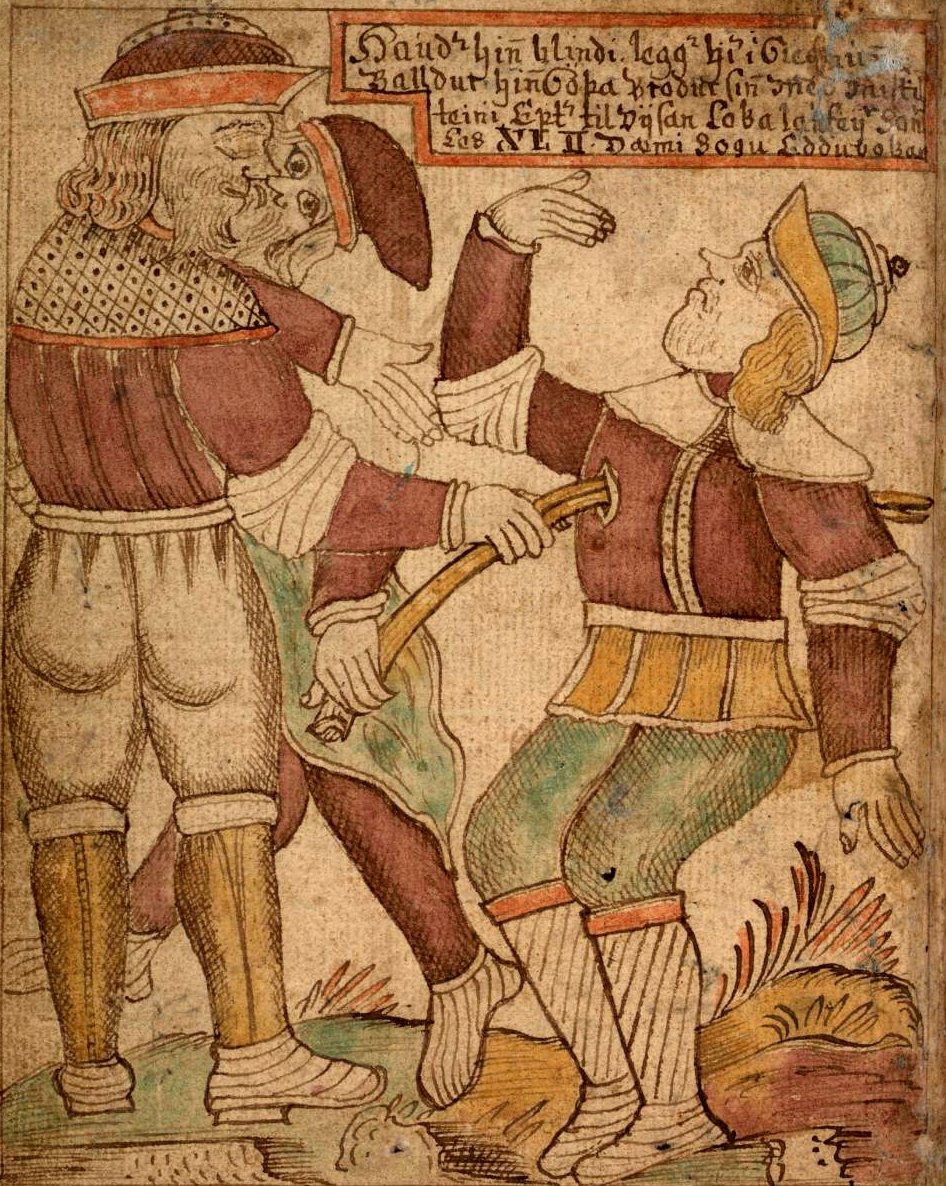
La mort de Baldr, tué par Höd aidé de Loki. Manuscrit islandais du Árni Magnússon Institute, XVIIIe siècle.

Beaucoup furent présents à l'incinération de Baldr, comme le dit la Gylfaginning : «premièrement Odin, accompagné de Frigg, des Valkyries et de ses corbeaux ; pendant que Freyr conduisait un char tiré par un sanglier appelé Gullinbursti ou Slidrugtanni; Heimdall montait un cheval appelé Gulltopp, et Freyja ses chats. Furent également présents une grande troupe de géants du givre et de géants des montagnes. Odin plaça sur le bûcher un bracelet appelé Draupnir qui eut, de ce jour, la propriété de produire huit bracelets de même poids toutes les neuf nuits. Le cheval de Baldr fut mené au bûcher, avec tout son harnachement.» (Snorri Sturluson, Edda en prose 2:49.)
De son côté, Hermod chevaucha neuf nuits et atteint la rivière Gjöll, dont le pont, tout en or, était gardé par la vierge Modgud. Celle-ci s'enquit de son identité et de son lignage, et lui demanda ce qu'il venait faire en Hel alors qu'il n'était pas mort. Hermod lui révéla qu'il était venu chercher Baldr, et Modgud confirma qu'il était bien passé par le pont.
Hermod chevaucha vers Hel, en sauta les portes monté sur Sleipnir et trouva Baldr assis à la place d'honneur. Le lendemain, il supplia Hel de permettre à Baldr de rentrer avec lui. Celle-ci déclara qu'elle accepterait si tout dans le monde, vivant ou non, pleurait Baldr. Cependant, si le moindre objet refusait de le faire, elle le garderait à jamais.
Puis Baldr confia le bracelet Draupnir à Hermod, pour qu'il le rende à Odin, et Nanna (sa femme) lui donna une robe de lin et d'autres cadeaux pour Frigg, ainsi qu'un anneau pour Fulla. Hermod rentra alors à Ásgard.
Puis les Ases envoyèrent des messages aux quatre coins de l'univers, demandant à chaque chose de pleurer Baldr, ce que toutes firent, sauf une géante appelée Thokk, que l'on présume avoir été Loki déguisé. De ce fait, Baldr demeura en Hel jusqu'au Ragnarök.

### Vali venge Baldr
À la strophe 11 du poème eddique Baldrs draumar, la voyante révèle à Odin que c'est son fils Vali qui vengera Baldr en tuant Höd :
| Rindr berr Vala i væstrsolvm, sa man Oðins sonr æinnættr væga: hond vm þvær næ hofvð kæmbir, aðr a bal vm berr Balldrs andskota; | Rindr a conçu Váli Dans les salles de l'ouest, Celui-ci, âgé d'une nuit, Tuera le fils d'Ódinn, Ne se lavera pas les mains Ni ne peignera ses cheveux Que sur le bûcher n'ait porté L'ennemi de Baldr. |  |

Aux strophes 32 et 33 de la Völuspá, une voyante prédit les mêmes faits, que Vali âgé que d'une nuit vengera Baldr en tuant Höd. Il ne se lavera ni ne se peignera avant d'avoir accompli cet acte. Cette vengeance est également évoquée dans Hyndluljóð (strophe 29).

### Ragnarök
Lorsque le monde renaîtra après le Ragnarök, Baldr reviendra de Hel pour y demeurer. La Völuspa nous apprend que Baldr reviendra avec son frère Höd. L'herbe renaîtra et tous les fils et les filles des dieux survivants se réfugieront autour de lui sur l'Yggdrasil.

## Chroniques évhéméristes
Deux textes évhéméristes d'origines danoises mettent en scène Höd (sous le nom de Hother ou Høtherus), qui est alors un roi guerrier, non aveugle, qui tue son rival Baldr au combat. Malgré leur intention, ces textes ont un intérêt mythologique puisqu'ils témoignent de versions christianisées de mythes qui n'apparaissent pas toujours dans d'autres sources préservées. Dans le cas de Höd, ces textes le présentent sous un aspect totalement différent que dans l'Edda de Snorri, il s'agit là d'un guerrier puissant, consciemment ennemi et meurtrier de Baldr. Il subit toujours la vengeance d'un autre fils d'Odin, Vali (nommé Both ou Bous dans les textes évhéméristes).

### Gesta Danorum
La Gesta Danorum (Geste des Danois) est une œuvre en latin rédigée à la fin du XIIe siècle par l'historien Saxo Grammaticus à la demande de l'homme d'État Absalon qui gouvernait alors le Danemark et qui désirait doter son pays d'une véritable épopée nationale. Saxo Grammaticus présente dans son œuvre l'histoire des premiers héros et rois danois. Il s'est inspiré des mythes pré-chrétiens et en a proposé une version fortement évhémériste où les dieux nordiques sont en fait des hommes d'une puissance supérieure qui se sont fait passer pour des divinités.
Le Livre Troisième raconte l'histoire de Høtherus (qui correspond à Höd), fils du défunt roi de Suède Hothbrodus donc élevé par le roi Gevarus. Le jeune Høtherus est déjà des plus robustes, habile à la nage, à l'arc et à la lutte, mais également en musique. Ses qualités séduisent Nanna, la fille de Gevarus, qui en tombe amoureuse. Mais Balderus (qui correspond à Baldr), le fils d'Odin, aperçoit Nanna se baigner et sa beauté le remplit de désir. Il décide de se débarrasser de son concurrent Høtherus. Pendant ce temps, Høtherus rencontre dans la forêt trois nymphes qui ont le pouvoir de contrôler l'issue des batailles. Elles mettent en garde le jeune prince des intentions mauvaises de Balderus, et l'avertissent de ne pas le provoquer au combat puisqu'il est un demi-dieu. Høtherus demande à Gevarus la main de sa fille, mais le roi craint la colère de Balderus. Il conseille à Høtherus de se procurer dans le domaine d'un satyre appelé Mimingus une épée qui est l'« instrument du destin » et un bracelet qui fait la fortune de celui qui le porte. Le héros parvient à obtenir son butin, mais le roi saxon Gelderus désirant s'en emparer lance son armée vers la Suède. Høtherus réussit à le soumettre et en fait un allié grâce à sa verve et cette qualité lui permet de gagner un autre allié, Helgo le roi de Halogie. Pendant ce temps, Balderus demande la main de Nanna mais elle le refuse. S'ensuit une bataille entre Høtherus et Balderus. Les dieux, dont Odin et Thor, combattent aux côtés de Balderus. Høtherus parvient à couper le manche du gourdin de Thor, le rendant inopérant, alors les dieux s'enfuient. Høtherus épouse ensuite Nanna et devient souverain du Danemark. Mais Balderus revient au combat et défait cette fois son rival qui est contraint de s'enfuir chez Gevarus. Toutefois la victoire ne lui apporte que peu de réconfort puisque son désir pour Nanna n'est pas assouvi.
Høtherus et Balderus se rencontrent une nouvelle fois en bataille, mais Høtherus est encore défait. Désespéré, il s'exile. Il rencontre les nymphes qui l'avaient aidé auparavant qui lui conseillent de se procurer la nourriture qui assure la force de Balderus. L'assurance retrouvée, Høtherus se remet en route pour combattre l'armée de Balderus. La bataille fait des ravages et aucune armée ne l'emporte. Høtherus se glisse une nuit dans le camp adverse et trouve l'habitation des nymphes qui préparent la nourriture de Balderus. Il leur joue la lyre mais elles refusent de lui donner la nourriture. Elles lui offrent néanmoins une ceinture magique qui lui garantirait la victoire. En rentrant, Høtherus tombe sur Balderus et lui perce le flanc. Balderus meurt de ses blessures et son armée lui offre des funérailles royales.
Odin, le père de Balderus, engendre alors Bous (qui correspond à Vali) avec Rinda (Rind) pour venger son fils. Høtherus apprend auprès de devins qu'il mourra en affrontant son nouveau rival. Il transfère alors ses pouvoirs de chef à son fils, avant de combattre Bous et d'être tué. Toutefois Bous est gravement touché et il périt le lendemain de ses blessures.

### Chronicon Lethrense
La Chronicon Lethrense (Lejrekrøniken en danois) est un court texte en latin du XIIe siècle, écrit sans doute par un clerc danois, qui raconte les aventures des héros et rois danois de l'ère pré-chrétienne. Le texte est évhémériste puisque les dieux sont présentés comme des hommes qui auraient été pris à tort pour des divinités. En ce sens, la Chronicon Lethrense est similaire à la Gesta Danorum, mais demeure de moindre qualité.
Dans un court paragraphe du texte, on apprend que Hother (qui correspond au dieu Höd) est un roi saxon, fils du défunt Hothbrodd. Lors d'une bataille il tue Balder, le fils d'Othen (Odin), et défait Othen et Thor. Il est ensuite tué en bataille par Both (qui correspond alors à Vali), un autre fils d'Othen.

## Famille

### Mariage et enfants
De son mariage avec la déesse Nanna, il eut :
- Forseti

## Mythologie comparée
Le mythe du meurtre de Baldr a été comparé à un épisode de l'épopée anglo-saxonne Beowulf ; d'une flèche, Hæðcyn (Höd ?) tue son frère Herebeald (Baldr ?) lors d'un accident de chasse tragique. Toutefois la comparaison est contestée puisqu'elle se limite aux noms similaires et à un meurtre accidentel fratricide effectué au moyen d'un projectile.
Georges Dumézil note une comparaison entre le récit de la mort de Baldr et un récit hindou issu du Mahābhārata. En effet, dans la mythologie hindoue, le roi aveugle Dhritarāshtra (aveugle comme le dieu scandinave Höd) autorise le démoniaque Duryodhana (qui n'est autre que la déesse destructrice Kâlî, comparable dans sa fonction au dieu scandinave Loki) de monter le scénario qui perdra Yudhisthira. Il s'agit d'un jeu de dés normalement sans danger pour ce dernier car c'est le meilleur joueur, mais par la ruse, Duryodhana le défait le forçant ainsi à l'exil. L'exil de Yudhisthira est comparable dans la mythologie nordique à la mort du dieu Baldr, tué accidentellement par son frère aveugle Höd lors d'un jeu à cause d'une ruse de Loki. Le héros hindou Dhritarāshtra et le dieu scandinave Höd développent tous les deux un sentiment de culpabilité. Comme Baldr, Yudhisthira reviendra une fois ces ennemis vaincus lors de la guerre de Kurukshetra (comme le Ragnarök), et au renouveau il sera souverain.
Dumézil compare également le meurtre de Baldr par une ruse de Loki avec le meurtre du héros de la mythologie ossète, Soslan, par une ruse du filou Syrdon (qui correspondrait à Loki).
Baldr et le héros mythologique finnois Lemminkäinen ont des similarités. Par exemple, chacun est tué par un aveugle lors d'un festin de dieux ou de héros, ce qui a encouragé certains chercheurs à penser qu'ils possèdent une origine commune[réf. nécessaire].
Jean Haudry rapproche Baldr des divinités indo-européennes, Soleils, fils d'une Aurore et d'un mortel, qui meurent jeunes et ressuscitent immortalisés dans un autre monde. Il nourrit ce parallèle des doutes qu’un des traits de son mythe — outre le caractère volage de *Frijjō — fait peser sur sa filiation : Baldr est le seul dieu qui meurt avant le Crépuscule des dieux. Ce serait donc davantage un demi-dieu qu'un dieu, comme dans la version de Saxo Grammaticus.
De fait, affirme Régis Boyer, l’idée d’un dieu bon, symbole de perfection, qui meurt sacrifié pour assurer la survie du monde, se rencontre dans de très nombreuses cultures. Il rappelle et admet au moins en partie la conception de James George Frazer, qui renvoie à un dieu-chêne parasité et tué par le gui ; et n’exclut pas non plus la possibilité d’un archétype commun régissant, entre autres, les images du Christ et de Baldr, ni celle d’une coloration christique de la figure de Baldr, survenue à l’époque de la rédaction des textes.

## Honneur
L'astéroïde (4059) Balder est nommé en son honneur.
Dans l'univers fictif des Royaumes oubliés du jeu de rôle sur table Donjons et Dragons, une des villes porte le nom de Porte de Baldur.

#### Traductions de sources primaires
- Régis Boyer, L'Edda Poétique, Fayard, 1992, 685 p. (ISBN 2-213-02725-0).
- Saxo Grammaticus, La Geste des Danois : traduit du latin par Jean-Pierre Troadec, Paris, Gallimard, 1995, 445 p. (ISBN 2-07-072903-6).
- Snorri Sturluson, L'Edda (traduit, introduit et annoté par François-Xavier Dillmann), Paris, Gallimard, 1991, 319 p. (ISBN 2-07-072114-0).
- Snorri Sturluson, Histoire des rois de Norvège, Première partie : traduit du vieil islandais, introduit et annoté par François-Xavier Dillmann, Paris, Gallimard, 2000, 702 p. (ISBN 2-07-073211-8).

#### Études
- Régis Boyer, Héros et Dieux du Nord : Guide iconographique, Flammarion, coll. « Tout l’Art », 1997, 192 p. (ISBN 2-08-012274-6), « Baldr », p. 23-24.
- Georges Dumézil, Loki, Paris, Flammarion, 1986, 259 p. (ISBN 2-08-081342-0).
- Patrick Guelpa, Dieux & mythes nordiques, Villeneuve-d'Ascq, Septentrion, 2009, 266 p. (ISBN 978-2-7574-0120-0, présentation en ligne).
- (en) Anatoly Liberman, « Some Controversial Aspects of the Myth of Baldr », Alvíssmál, no 11,‎ 2004, p. 17-54 (lire en ligne).
- (en) John Lindow, « Interpreting Balder, the Dying God », The 1993 Triebel lecture,‎ 1993, p. 155-173 (lire en ligne).
- (en) John Lindow, Murder and Vengeance among the Gods. Baldr in Scandinavian Mythology, Helsinki, FF Communications 262, 1997, 210 p.
- (en) John Lindow, Norse mythology : a guide to the Gods, heroes, rituals, and beliefs, Oxford University Press, 2001, 365 p. (ISBN 0-19-515382-0, présentation en ligne).
- (en) Rudolf Simek, Dictionary of Northern Mythology (trans: Angela Hall), Cambridge, 2007, 424 p. (ISBN 978-0-85991-513-7).
- Robert-Jacques Thibaud, Dictionnaire de mythologie et de symbolique nordique et germanique, Paris, Dervy, 2009, 476 p. (ISBN 978-2-84454-601-2).